# Heian Sandan

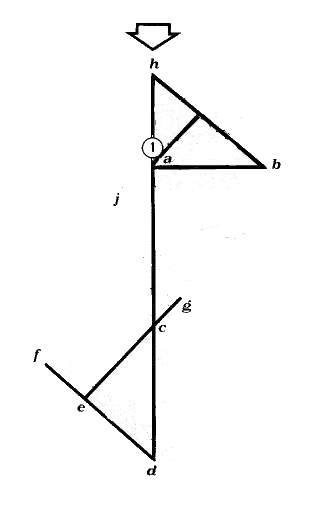
Enbusen (Schrittdiagramm) der Wadō ryū Pinan Sandan

Heian Sandan ist eine Kata im Shōtōkan (Karate), die von den Karateka direkt nach Heian Nidan gelernt wird. Ihr älterer Name, unter dem sie auch noch in einigen anderen Stilrichtungen geführt wird, ist Pinan Sandan. Sie besteht im Wesentlichen aus wechselnden Abwehrtechniken von der unteren (Gedan) bis zur mittleren (Chudan) Stufe.
Ziel der Kata ist vor allem das Erlernen des Gebrauchs des vorderen Armes gegen Angriffe zum Körper, besonders die richtige Haltung des Ellenbogens immer etwa eine Faustbreite vom Oberkörper. Außerdem das Beherrschen des richtigen Standes im Kiba-Dachi und der Einsatz des Körpers (Tai Sabaki) beim gleichzeitigen Gleiten der Füße (Yori-Ashi). Die Kata besteht aus 20 bis 23 Bewegungen und als Richtzeit zu ihrer Ausführung werden 25 bis 40 Sekunden angegeben.